# Potamogeton × lanceolatifolius
Potamogeton × lanceolatifolius là một loài thực vật có hoa lai ghép trong họ Potamogetonaceae. Loài này được (Tiselius) C.D.Preston miêu tả khoa học đầu tiên năm 1987.